# Hegelstraße 8 (Magdeburg)

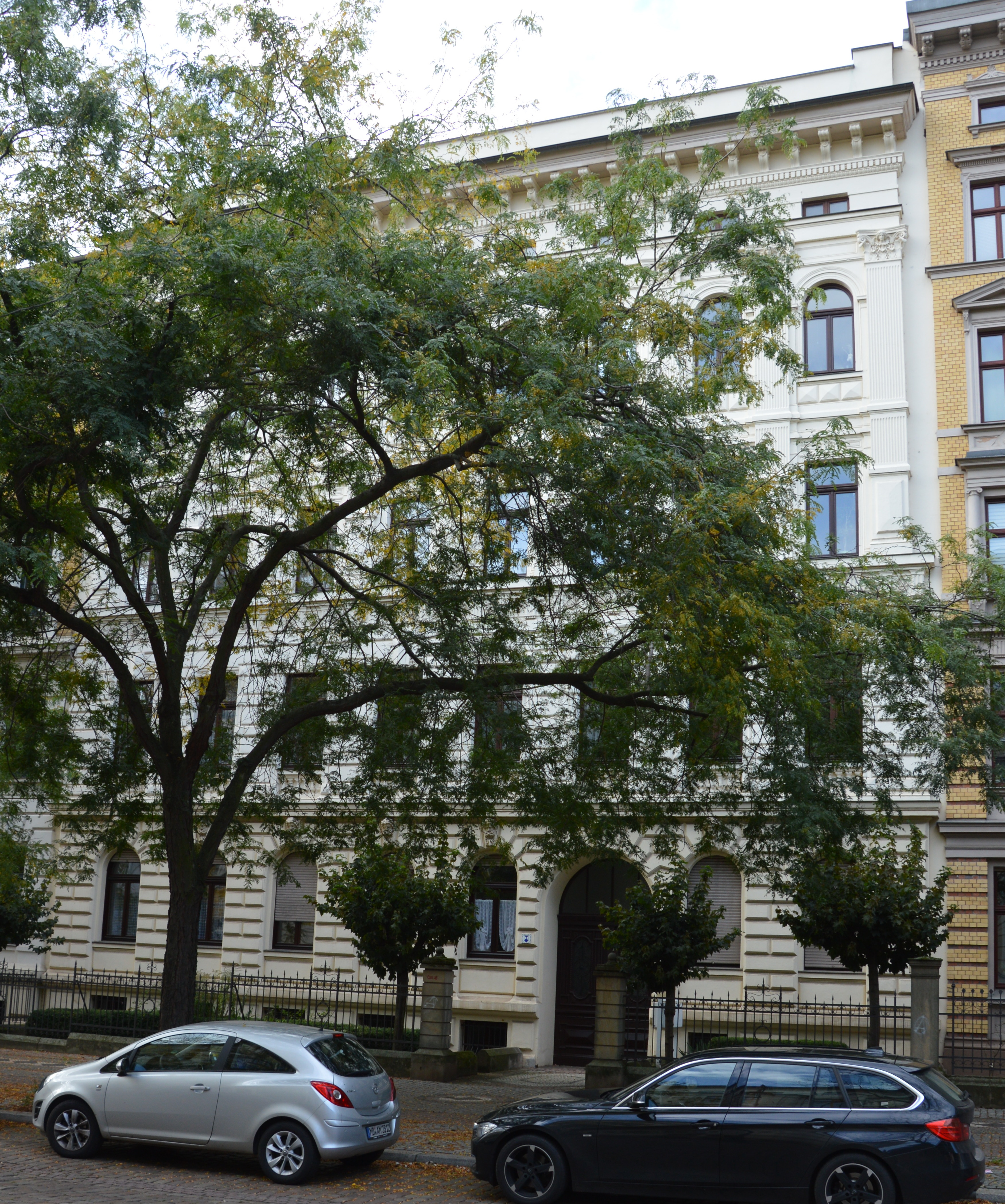
Hegelstraße 8

Das Haus Hegelstraße 8 ist ein denkmalgeschütztes Wohnhaus in Magdeburg in Sachsen-Anhalt.

## Lage
Es befindet sich auf der Westseite der Hegelstraße in der Magdeburger Altstadt. Nördlich grenzt das Haus Hegelstraße 6, 7, südlich das Haus Hegelstraße 9 an.

## Architektur und Geschichte
Das viereinhalbgeschossige Gebäude wurde im Jahr 1881 nach einem Entwurf des Maurermeisters Thiele für den Bauherren Schwieger fertiggestellt und ist im Stil der Neorenaissance gestaltet. Die Fassade des Hauses ist in den unteren beiden Geschossen kräftig rustiziert. Darüber hinaus bestehen profilierte Gesimse. Das Dach kragt deutlich vor, es bestehen dort Konsolsteine und ein Zahnschnittfries. Die Fensteröffnungen sind im Erdgeschoss und im dritten Obergeschoss sind als Rundbögen ausgeführt. Im dritten Obergeschoss bestehen an den Fensteröffnungen darüber hinaus kannelierte Pilaster und Kompositkapitelle.
Das Gebäude ist als Teil weitgehend bauzeitlich erhaltenen Straßenzuges städtebaulich relevant.
Im örtlichen Denkmalverzeichnis ist das Wohnhaus unter der Erfassungsnummer 094 16675 als Baudenkmal verzeichnet.